# زانجيانغ
زانجيانغ (بالصينية: 湛江市) هي مدينة من مدن الصين. يبلغ عدد سكانها 6994832 نسمة حسب إحصائيات سنة 2010. يبلغ ارتفاع المدينة عن سطح البحر قرابة 21 متر. تبلغ مساحتها 12490 كم².

## توأمة
لزانجيانغ اتفاقيات توأمة مع كل من:
- كيرنز
- كيكيهار (5 يوليو 1992 - )

## أعلام
- هي تشونغ
- هي تشاو
- لاو ليشي

## وصلات خارجية
- الموقع الرسمي